# 阿尔塔什水利枢纽工程
阿尔塔什水利枢纽是新疆叶尔羌河干流梯级规划“两库十四级”的第11个梯级，是叶尔羌河干流控制性水利工程。在保证向塔里木河生态供水的前提下，以防洪、灌溉为主，兼顾发电等综合利用。坝址位于阿克陶县库斯拉甫乡阿熱塔什村，距莎车县城公路里程120km。建成后可以把叶尔羌河出山口以下平原地区河段防护能力不足2.5年一遇洪水提高到县城等重要防洪对象为50年一遇洪水，沿岸乡镇和农田等一般防洪对象提高到20年一遇洪水。
项目法人为新疆新华叶尔羌河流域水利水电开发有限公司（阿尔塔什水利枢纽工程建设管理局）。该公司隶属于水利部综合事业局出资的国有独资企业新华水利控股集团公司全资拥有的新华水力发电有限公司下属的新疆新华水电投资股份有限公司。

## 数据
为大（1）型I等工程。控制流域面积46450平方公里。多年平均径流66.1亿m3。建成后控制灌溉面积651.47万亩，多年平均供给叶尔羌河灌区用水50.75 亿立方米，增供水量4.17亿立方米，灌区灌溉保证率将从目前不足50%提高到75%。正常蓄水位1820米，相应水库面积31.06km2，相应库容12.61亿m3，回水长度44.49km。防洪高水位1817.63米（抵御50年一遇）。汛限水位1813.0/1817.30米。防洪库容1.14亿m3。死水位1770.0米，死库容8.69亿m3。水库总库容（校核洪水位以下）22.45亿m3。设计抵御千年一遇洪水，设计洪水位1821.65米，洪峰流量13540m3/s，七日洪量17.20亿m3，最大泻量5911m3/s。校核洪水为万年一遇，校核洪水位1823.64米，洪峰流量18403m3/s，七日洪量20.38亿m3，最大泻量6697m3/s。
下游河道安全泻量现为2.5年一遇的1750m3/s，灌区防洪工程完成后可达10年一遇的4272m3/s。水库建成后可把20年一遇洪水削减为2.5年一遇，20-50年一遇洪水削减到10年一遇。
为不完全多年调节水库，保证叶尔羌河年均向塔里木河输水3.3亿立方米。
枢纽建筑物包括：
- 拦河坝：混凝土面板砂砾石堆石坝。坝顶高程1825.8米，最大坝高164.8米。坝顶长795m。坝址的砂卵砾石覆盖层最大厚度93.9m。设防地震烈度8度。
- 泄沙泄洪洞：深孔放空冲沙洞2条，分别长1445.919m和656.82m，井口高程为1715米。泻量分别为928.6与890.2m3/s。
- 中孔泄洪洞：1条，进口高程1750m，长573m，宽8米，高8米。泻量2300m3/s。
- 岸边式表孔溢洪洞：两条，堰顶高程1805.5米，长度分别为773.124m和824.141m，宽15米。单洞设计泻量1983m3/s；单洞校核泻量2361m3/s。
- 发电引水洞：两条压力输水管线，平行布置于右岸。全长分别为6.01km和5.95km。进口高程1750m。单洞设计流量222.4m3/s。一洞二机布置。[3]
- 右岸地面电站厂房：水轮机安装高程1601.7米。总装机容量4X175MW，设计年发电量17.81亿千瓦时。
- 坝后生态基流放水洞及其电站厂房：流量49.4m3/s，水轮机安装高程1663.8米，生态电站装机2X27.5MW，设计年发电量4.0亿千瓦时。

水库移民4000余人。

## 历史
1981年初开始前期勘测设计。2006年6月18日，水利部综合事业局、新疆塔里木河流域管理局、喀什行署三方签订《新疆叶尔羌河、塔什库尔干河综合开发合作意向书》。2006年11月，新疆新华叶尔羌河流域水利水电开发有限公司注册成立，开展项目各项前期工作。2008年10月完成项目建议书阶段的勘察工作。2010年8月26日-29日，国家发改委委托中国国际咨询公司组织专家组对《新疆叶尔羌河阿尔塔什水利枢纽工程建议书》进行评估。2011年10月10日阿尔塔什工程奠基、前期工程开工建设。总投资100.2338亿元，其中淹没与征地投资18亿元。总工期74个月。2012年5月6日至10日，新疆叶尔羌河阿尔塔什水利枢纽工程可行性报告审查会在喀什召开，水利部水利水电规划设计总院对《新疆叶尔羌河阿尔塔什水利枢纽工程可行性研究报告》进行了审查。2014年9月，国家发展改革委批复《新疆阿尔塔什水枢纽工程可行性研究报告》，工程主要投资109.8亿元，项目工期为74个月，工程任务是在保证向塔里木河干流生态供水目标的前提下，承担防洪、灌溉、发电等综合利用。阿尔塔什水利枢纽工程是落实中央新疆工作座谈会的重要举措，是2014年国务院确定的172项节水供水重大水利工程之一，是国家“十三五”期间100项重大项目之一。2015年6月，主体工程全面施工。600米级的边坡，164.8米的混凝土面板高坝，93米的深覆盖层需做防渗处理，按照地震烈度9度设防。2015年11月份该工程实现大江截流。2016年，叶尔羌河连续发生“7.17”“8.11“两起冰川堰塞湖溃坝型洪水，库鲁克栏杆站实测洪峰流量达2200立方米每秒，大大超出下游河道的安全泄量，叶尔羌河下游堤防全线告急。“阿尔塔什工程围堰首次挡水，导流洞首次泄洪……工程围堰拦蓄洪水2000万立方米，消减洪峰800立方米每秒，下泄流量只有1100多，极大减轻下游防洪压力，是叶尔羌河有史以来未发生重大洪水灾害的一年”。2017年5月26日大坝填筑至1715米高程，达到百年一遇防洪标准。2018年5月28日大坝一期面板完工。2018年7月6日首台机组开始安装。2019年7月下闸蓄水。2020年5月29日，中国水电五局承建的阿尔塔什水利枢纽大坝工程面板混凝土全部浇筑完成，阿尔塔什水利枢纽工程大坝主体提前3天完工，达到抵御200年一遇特大洪水的条件，标志着叶尔羌河彻底告别千年水患。2020年8月首台机组并网发电。2021年输水季已向塔里木河输水33.80亿立方米，发挥其生态功能。